# 16-й армейский корпус (вермахт)
16-й армейский корпус (нем. XVI. Armeekorps), сформирован 20 октября 1944 года.

## Боевой путь корпуса
В составе 16-й армии воевал в Курляндском котле. После капитуляции Германии 8 мая 1945 года — корпус сдался в советский плен.

## Состав корпуса
В январе 1945:
- 81-я пехотная дивизия
- 21-я полевая дивизия

## Командующие корпусом
- С 20 октября 1944 — генерал кавалерии Филипп Клеффель
- С 17 декабря 1944 — генерал пехоты Эрнст-Антон фон Крозиг
- С 15 марта 1945 — генерал-лейтенант Готтфрид Вебер